# Освіта в Південному Судані

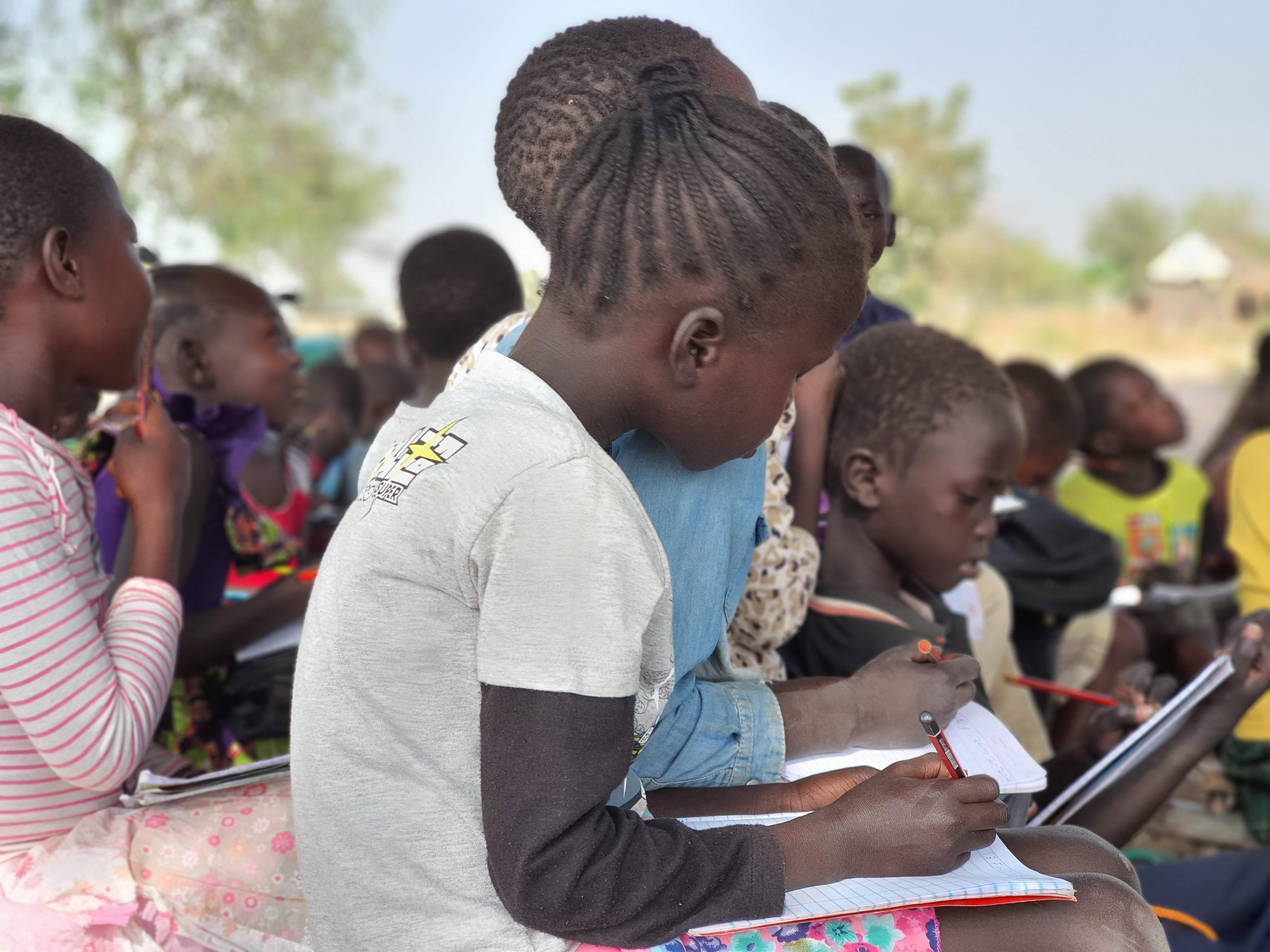
Освіта в Південному Судані

Освіта в Південному Судані представлена як мережею державних, так і приватних (католицьких) навчальних закладів.
Рівень грамотності населення  Південного Судану один з найнижчих у світі. Так під час референдуму учасникам голосування пропонувалися бюлетені, на яких були віддруковані дві картинки — ліворуч одна розкрита долоня, що символізувала незалежність, а праворуч — рукостискання, що означало символ збереження єдності країни. 
За даними ЮНІСЕФ лише 1 % дівчат має закінчену початкову освіту, жінки становлять лише 25 відсотків учнів шкіл. Тож рівень грамотності серед жінок є особливо низьким. 
З вищих навчальних закладів у країні діють Університет Джуби, Католицький університет Судану, Університет Верхнього Нілу та Університет Бахр-ель-Газаля.